# 10671 Mazurova
10671 Mazurova eller 1977 RR6 är en asteroid i huvudbältet som upptäcktes den 11 september 1977 av den rysk-sovjetiske astronomen Nikolaj Tjernych vid Krims astrofysiska observatorium på Krim. Den har fått sitt namn efter Ekaterina Yakovlevna Mazurova.
Asteroiden har en diameter på ungefär 4 kilometer.